# الحديقة النباتية في بروتاني العليا
الحديقة النباتية في بروتاني العليا (بالفرنسية: Jardin botanique de Haute-Bretagne) هي ملكية خاصة مفتوحة للعامة، بمساحة 25 هكتارًا، وتقع في اقليم إيل وفيلان(Ille-et-Vilaine) في بروتاني، بالقرب من مدينة العصور الوسطى في فوجير. الحديقة هي جزء من ملكية «فولتيير» "La Foltière"، حيث يوجد "Château de la Foltière" «قصر فولتيير»، الذي بني في عام 1847.

## موقع
تقع حديقة بروتاني النباتية في قرية شاتيا (Châtellier) اقليم إيل وفيلان، على بعد حوالي 10 كيلومترات من مدينة فوجير، بين رين وجبل القديس ميشيل، بالقرب من الطريق السريع A84.

## تاريخ
"Foltiere" هو اسم الملكية، والتي تعني «الأرض التي تنمو فيها أشجار الزان»، وكلمة "fou" في الفرنسية القديمة وتعني «شجرة الزان». تم إنشاء الحديقة عام 1847، حول قصر فولتيير. في عام 1796 كان القصر الريفي القديم مقر الانتفاضة ضد الحكومة الجمهورية الفرنسية بقيادة الكونت جوزيف دو بوزاي (Joseph de Puisaye). في عام 1820، تم شراء عقار «فولتيير» من قبل عائلة (فوغنتان دا بوفغدس) (Frontin des Buffards). في عام 1847، أعيد تصميم الأرض المحيطة بالبركة في الحديقة كحديقة المناظر الطبيعية الرومانسية الإنجليزية، مع مسارات متعرجة تتبع الأرض، ومنظر من الحديقة أمام القصر إلى برج الكنيسة في القرية.

### حدائق

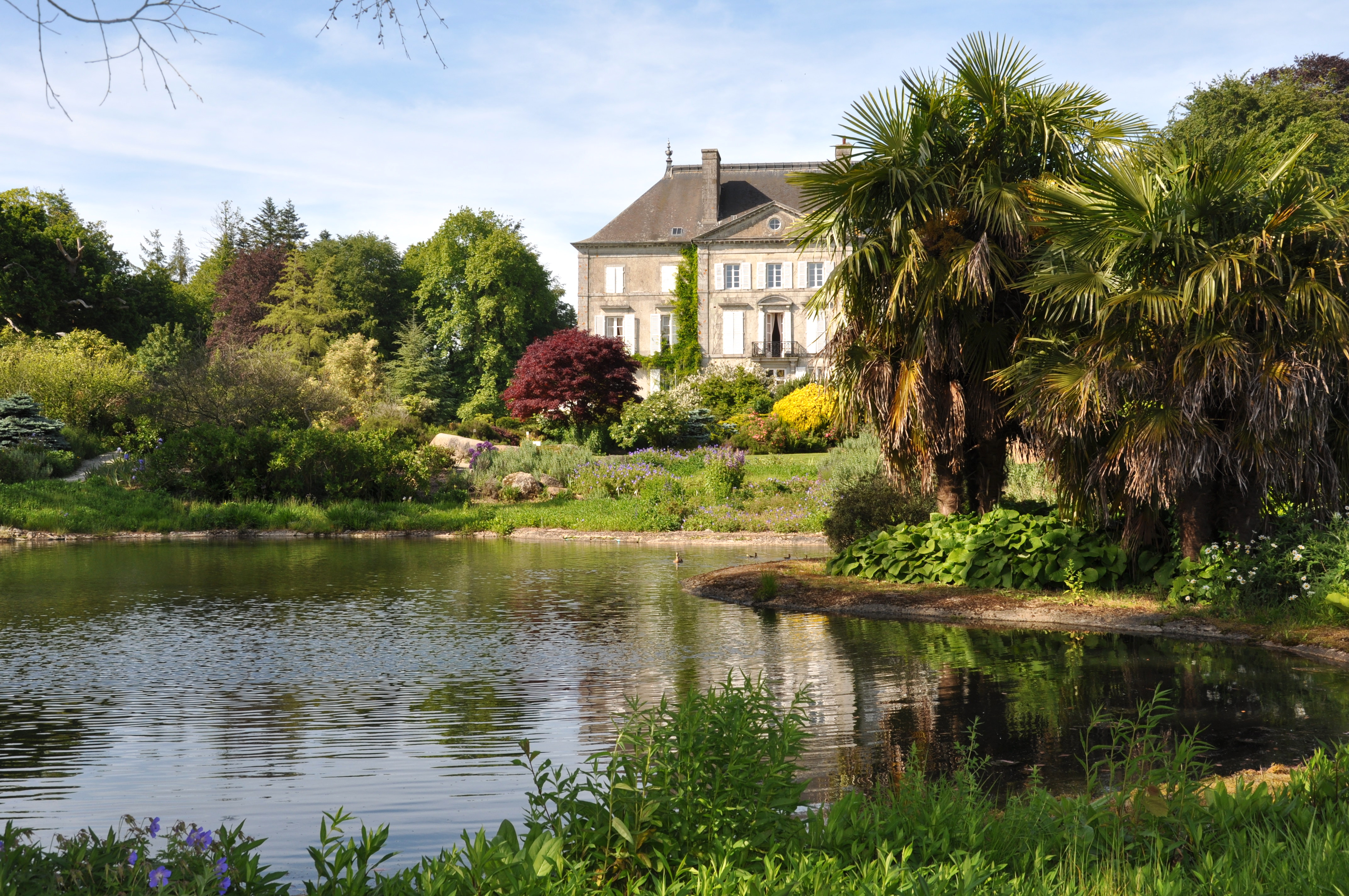

تتكون الحديقة النباتية من ثلاثة أجزاء:

#### حدائق أركاديا
الجزء الأول: أركاديا يشير إلى العصور القديمة الكلاسيكية، ونضارة، وحيوية الحديقة.
- طريق اللؤلؤ الأبيض. يتكون هذا المسار من خمسة سياجات منفصلة قام البستاني بتكوين خمسة أقاليم لها. يؤكد هذا على الصفات التي يراها ضرورية في تكوين الحديقة وحيث تم زرع أنواع من النباتات من القارات الخمس.
- حديقة ألف ليلة وليلة، مستوحاة من الحدائق المائية البربرية، هي أول حديقة يصادفها المرء عند دخول الحديقة. قناة مع نوافير تمتد من خلال الحديقة، وفي نهايتها توجد ثلاث أشجار سرو وعلى جانبيها نباتات مترفة بما في ذلك الياسمين والورود الدمشقية والدفني. عند الدخول تهدأ حواسنا بموسيقى المياه الجارية والعطور النقية والألوان الجميلة للزهور الغريبة.

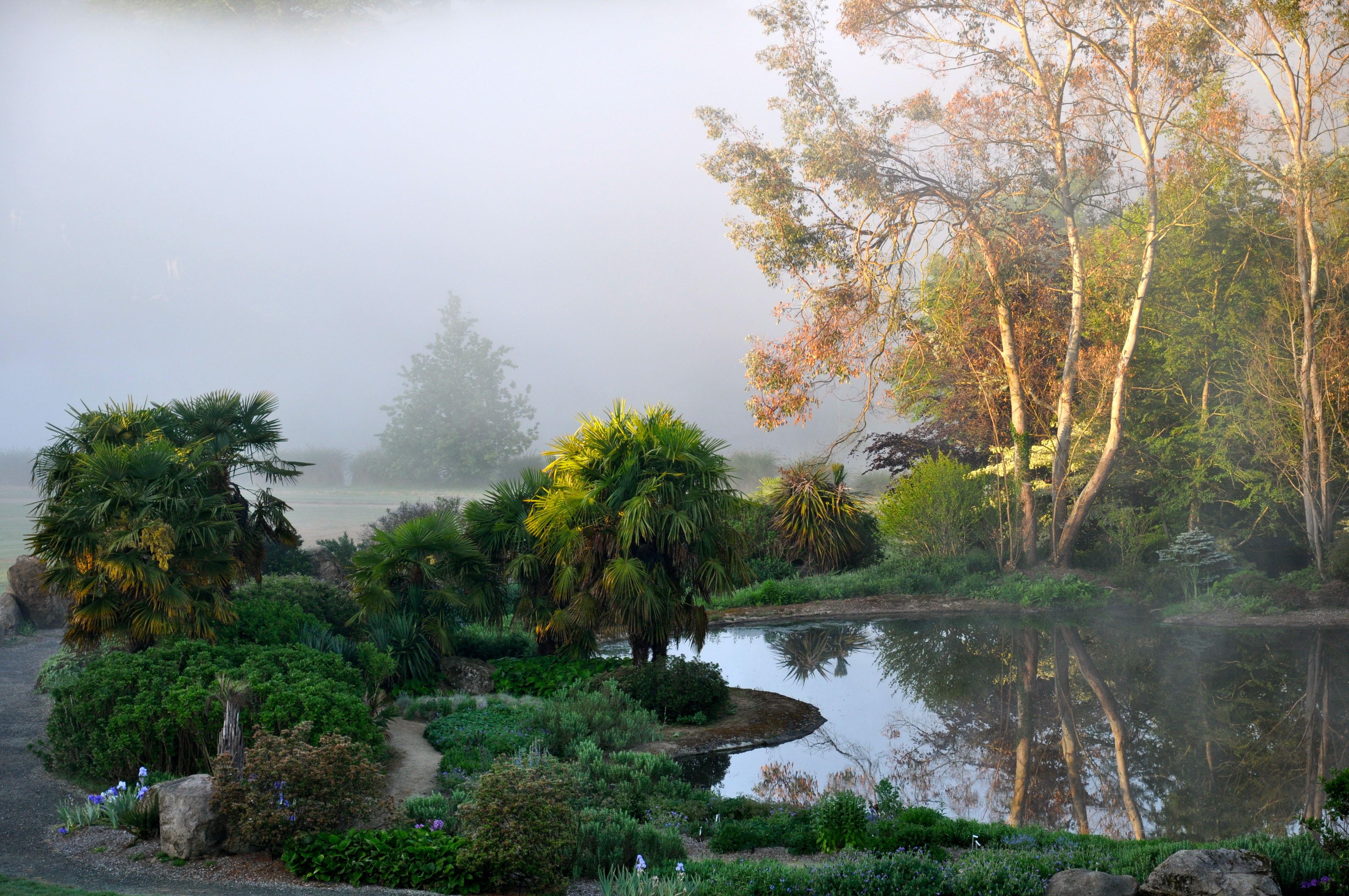

- مدينة العصور القديمة تستحضر رحلة حول البحر الأبيض المتوسط. ويمثل الموقع الأثري أربعة مراكز ثلاثة تصطف على جانبيها صفوف من أشجار العرعر، وتنهي الأعمدة المغطاة بورود التسلق المنظر. احتفظ الربع الرابع بوظيفته الأصلية كحديقة خضار. مثل الإفريز الذي يعزز المشهد الأخضر السائد، تحيط الزهور من النباتات المعمرة القوية بالمدينة القديمة.
- مدينة كنوسوس، تعود إلى أسوار مدينة العصور القديمة. تتكون المتاهة من مجموعة 480 نوعًا من الكاميليا. تنوع أزهار «السينيسيس» أو «الشاي الصيني» من منتصف سبتمبر تقريباً. يأتي بعد ذلك «كاميليا سانسانكوا» في أوائل أكتوبر ثم «كاميليا جابونيكا». مارس هو أفضل وقت لاكتشاف كامل التسلسل. في نهاية المتاهة ينتظر مينوتور الأطفال...

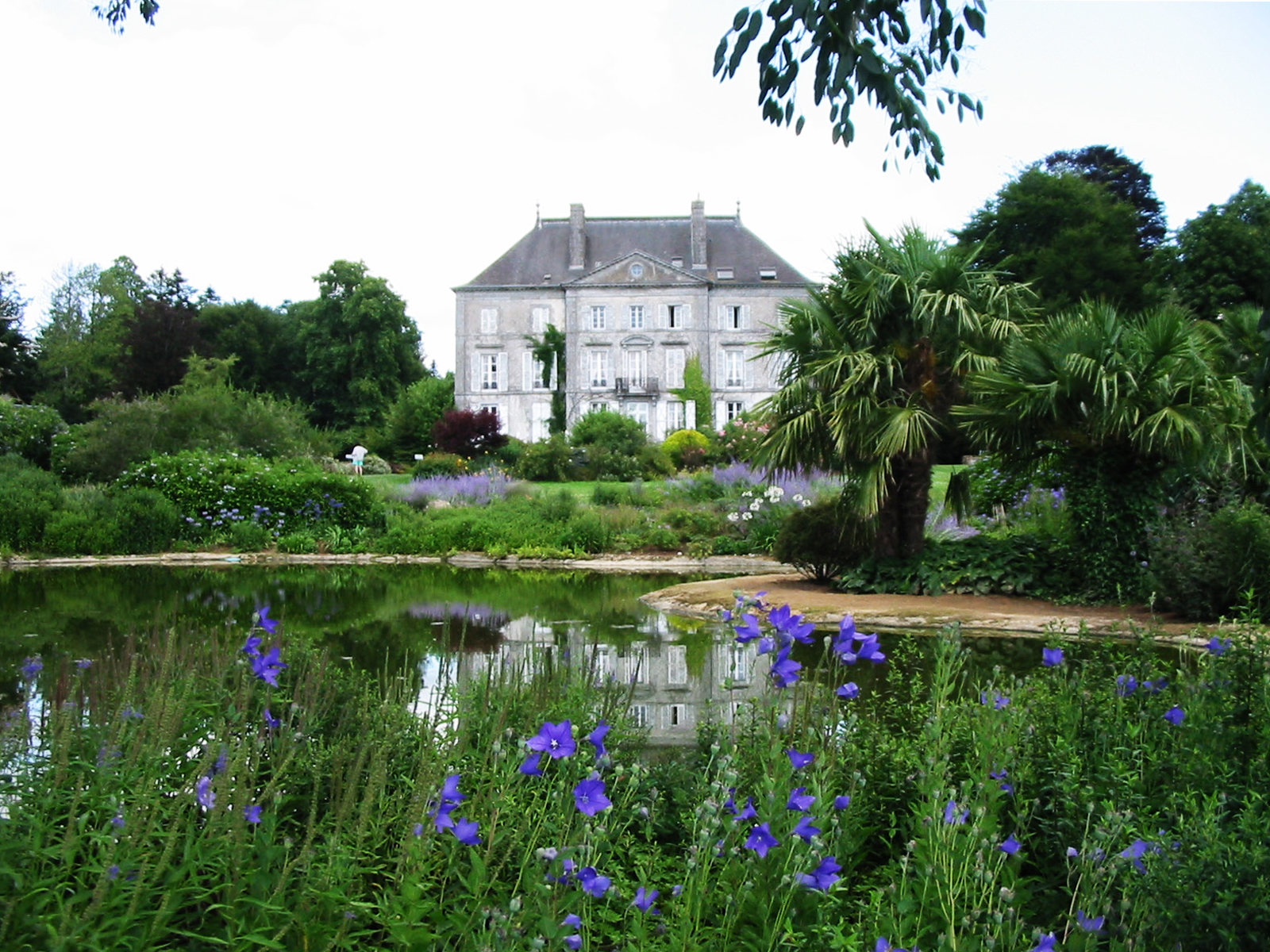

- بستان البامبو، متاهة من البامبو التي تتغذى على بركة مزروعة باللوتس (التي تزهر في نهاية الصيف) وفي وسطها ثلاثة أهرامات مغطاة ببامبو صغير.
- مدخل الحديقة السرية الذي يتم عبر درج مثير للإعجاب ومزخرف، مستوحى من القيم الإنسانية في عصر النهضة الإيطالية. إنه يعيد إحياء «الحديقة السرية»، مفهوم ردهة نباتية موروثة من تقاليد العصور الوسطى.
- ترتبط سير الورود القديمة مع قصة بداية أول شجيرات للورد عرفت في العصور القديمة وصولًا إلى تلك الموجودة في بداية القرن العشرين... التهجين الغامض والمعقد. قصة تتضح بواسطة الجمال الطبيعي لهذه الشجيرات، وجمال أزهارها وعطورها الرقيقة.
- حديقة ديونيسوس، هنا يرى المرء مزيجًا من الشجيرات والنباتات المعمرة، تضفي الكروم لمسة أخف على السياج الطولي عند مدخل الحديقة.

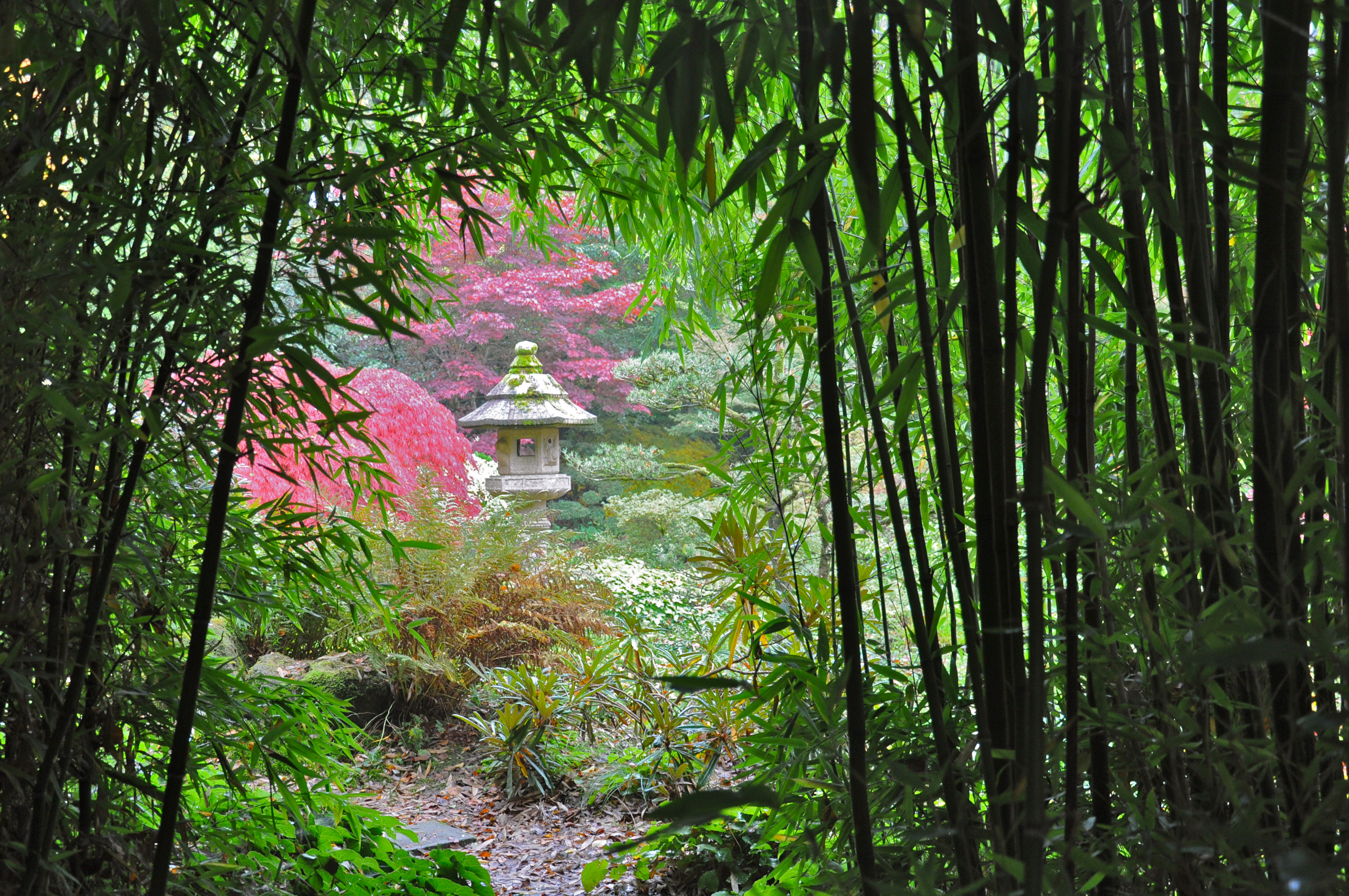

- متاهة روبنسون، حيث يحب الأطفال الضياع في برك من المساحات الخضراء.
- حديقة أوليمبوس، أربع دوائر تستدعي الآلهة والإلهات الإثني عشر لجبل أوليمبوس وبنات زيوس: الساعات الاثنتي عشرة، الآلهة التسعة والجميلات الثلاث. مقابل جبل أوليمبوس، يمكن للمرء أن يرى الصندوق الذي أعطاه زيوس لباندورا.
- حديقة ما قبل التاريخ. هذه الحديقة هي استحضار للنباتات الموجودة خلال العصر الطباشيري قبل أكثر من 100 مليون سنة وقبل اختفاء الديناصورات. وهذا يشرح تطور الحياة النباتية.

#### لحدائق رومانسية
الجزء الثاني يمثل النضج والوفرة - بناء القصر الريفي وتطوير وكمال الحدائق. هنا حديقة المناظر الطبيعية الرومانسية حيث تشكل الأحلام والغرائب جزءًا من الحياة اليومية.
حديقة الشمس المشرقة. مزيج لطيف من المعادن والنباتات المائية. في هذه المنطقة، الاسترخاء بواسطة بموسيقى الشلال، فإن الجمال التجريدي فقط هو الذي يجمع النباتات والحجارة. الأشجار هي أعمال فنية، يتغير شكلها باستمرار عن طريق التقليم. هناك ثلاثة جوانب للحدائق اليابانية التقليدية هنا: - حديقة المشي وحديقة الزن وحديقة الشاي.

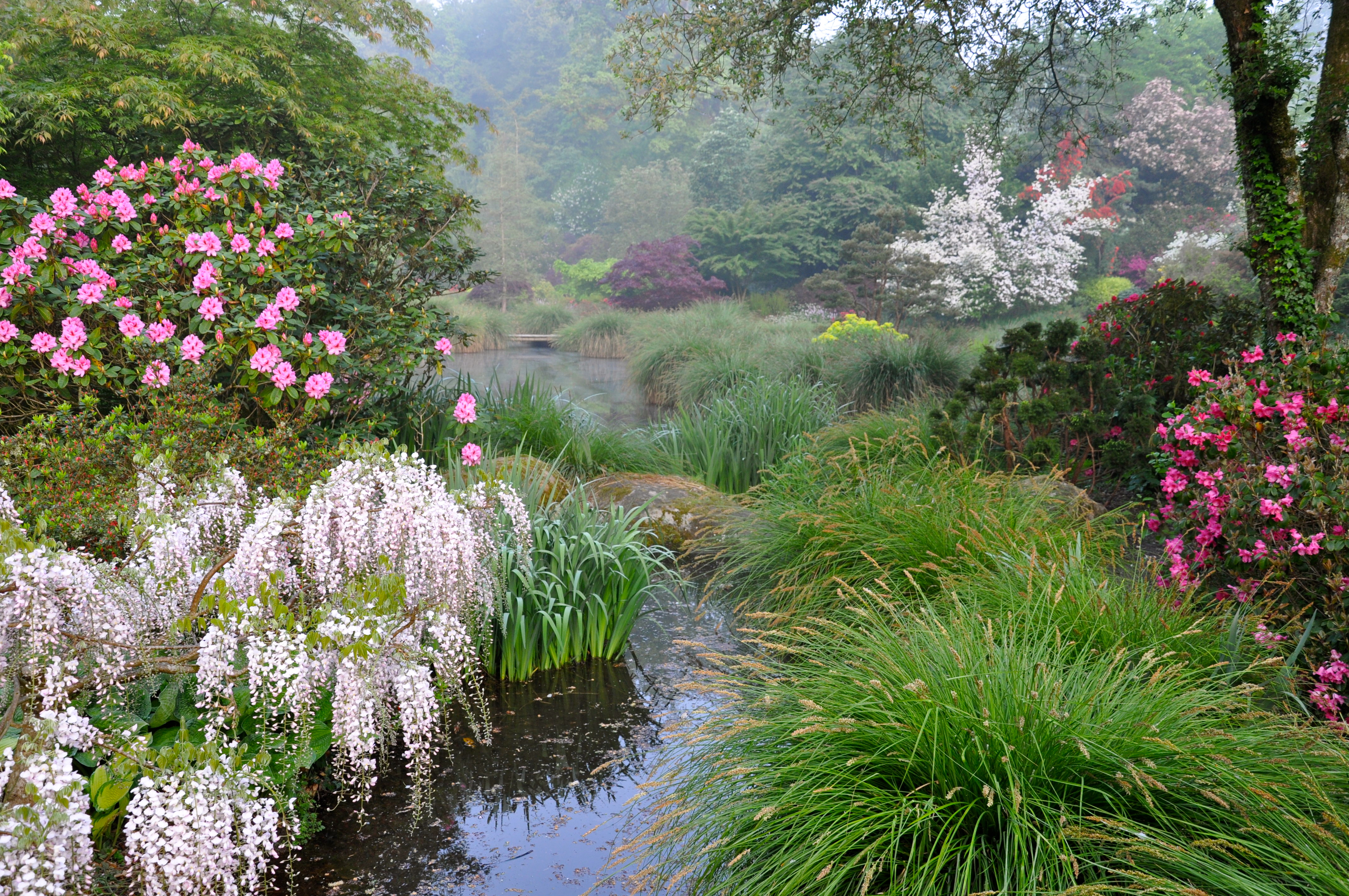

Copse "Decisif". زرعت ست أشجار الطقسوس اثنين باثنين لتشكيل مثلث.
حديقة العطور الغريبة حيث يمكن العثور على أنواع من أماكن بعيدة، مثل «richies».
حديقة الربيع الأزرق. تقع هذه الحديقة حول البركة، وتتألف فقط من زهور زرقاء ولكن مع مجموعة لا حصر لها من الظلال - رمز الحب الأبدي.
عرين آكلة اللحوم. تسكن هذه المنطقة من المستنقعات نباتات الجذابة التي تتغذى على الحشرات الحشرات. مثل زهرة الفل التي تعد مصيدة للذباب وغيرها.
تقع حديقة الفصول الأربعة مقابل قصر مانور. هناك أربعة اصناف من الزهور، واحدة لكل موسم.
مسار الورد الحديث المبطن بشجيرات الورد الحديثة الجميلة.

#### حدائق الشفق

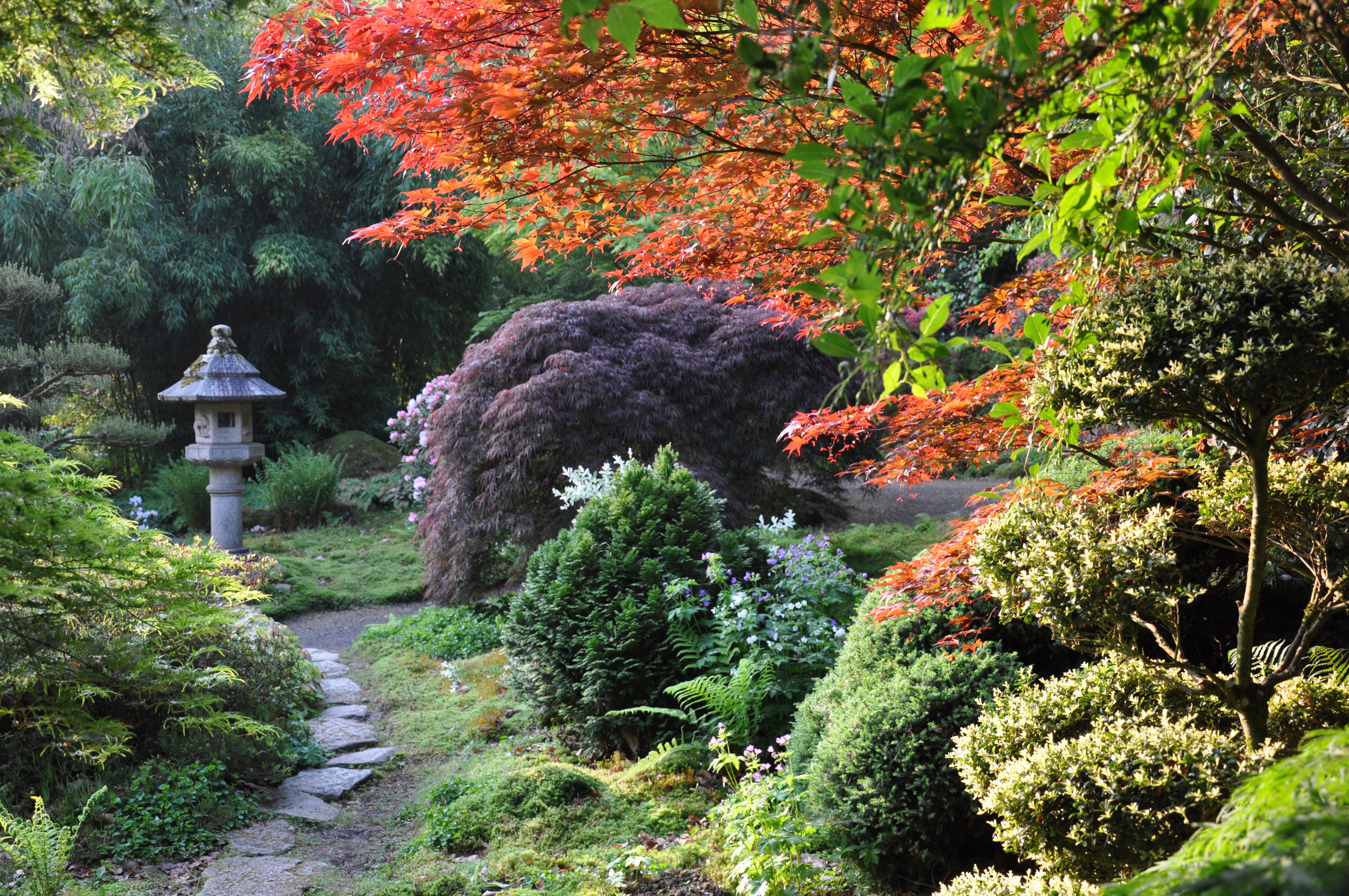

يقدم الجزء الثالث تركيبة خالدة تمثل تطور الحديقة وقدم شفق الحياة.
مكان الاستراحة المسائية تحتوي على مجموعة من إكليل غار الجبل وورد «المسشاتة». يوفر أربعة الأرجل المركزي إطلالات على الحدائق المجاورة.
حديقة ليالي النجوم، هذه الحديقة مطوية جانبا قليلة الخشب «القليل من خشب الإيمان». هنا النباتات بأوراق سوداء وبتلات صفراء ناعمة.
حديقة الأحلام في أمسية صيفية، تعرض ثلاث حاويات مجموعات منagapanthes، crocosmias ، echinaceas ويمكن العثور على نبات الفاوانيا المزروعة في صناديق مربعة صغيرة.
حديقة قمر أبريل. يمكن العثور على نباتات الفاونيا والشجيرات ذات الأوراق القرمزية التي تتدفق في الخريف في هذه الحديقة.
حديقة الغروب. مرآة الواجهة الشمالية للقصر، هذه الحديقة تستفيد من أشعة الضوء الأخيرة قبل غروب الشمس. يحتوي قاع الزهرة المتقوس على نباتات تزهر باللون الأصفر الفاقع.

حديقة شجرة البلوط القديمة التي تسيطرعليها وجود شجرة بلوط عمرها ثلاثمائة سنة.

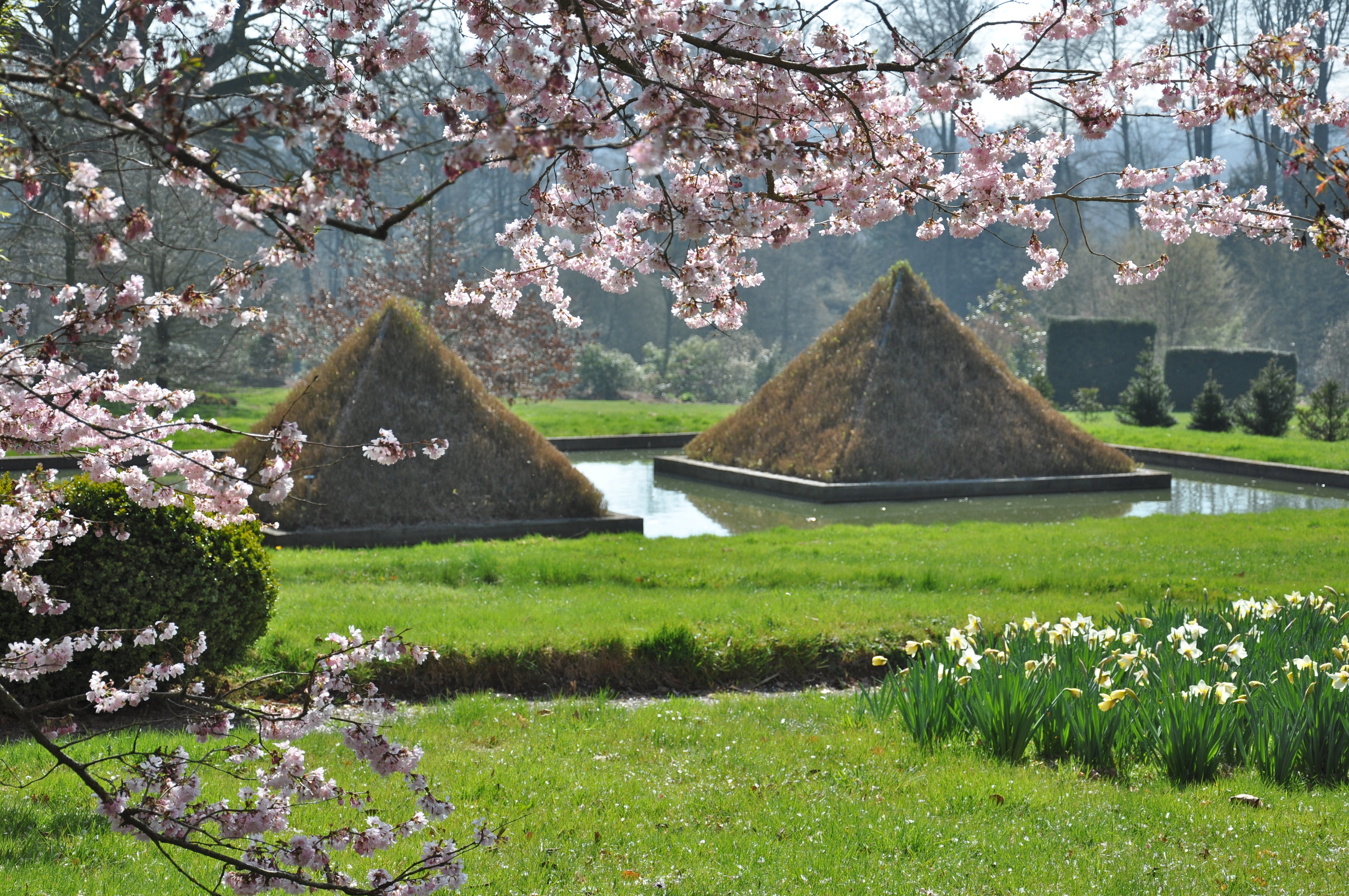

## علامة الجودة
صنفت وزارة الثقافة الفرنسية بارك بوتانيك دي هوت بريتاني على أنه "Jardin remarquable"، حدائق بارزة في فرنسا. خصصت وزارة السياحة الفرنسية للحديقة النباتية علامة الجودة السياحية «Qualité Tourisme» عام 2011.

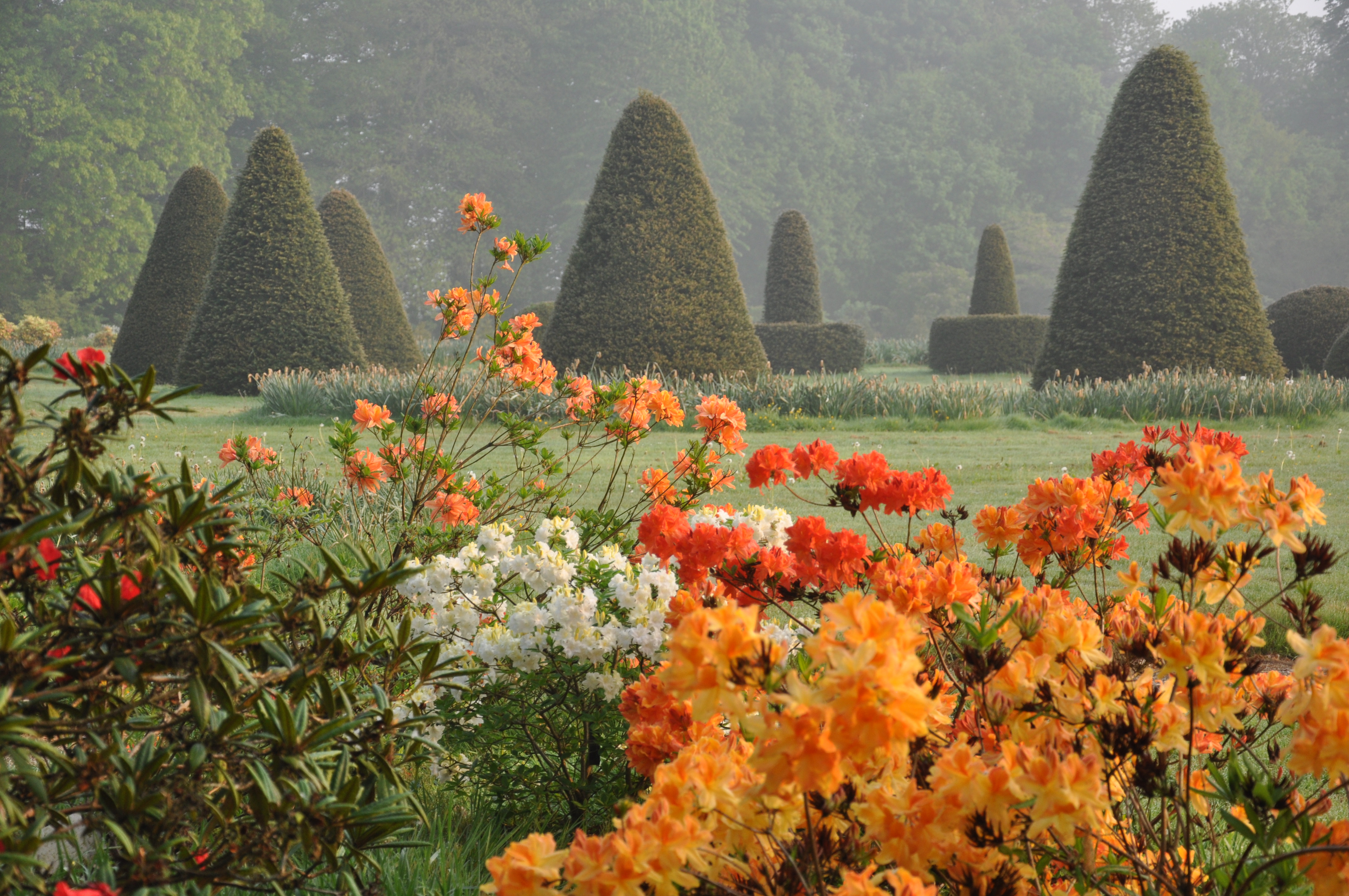

## روابط خارجية
- Parc botanique de Haute-Bretagne
- Parc botanique de Haute-Bretagne
- Château de la Foltiere
- Gardenvisit